# Chaînon Ohio
Le chaînon Ohio est un massif de montagnes dans la chaîne Horlick de la chaîne Transantarctique.

## Géographie
Les principaux sommets du chaînon sont les suivants :
| Sommet            | Altitude (en mètres) |
| ----------------- | -------------------- |
| Mont Schopf       | 2 990                |
| Mont Glossopteris | 2 865                |
| Pic Skinner       | 2 600                |

## Histoire
Le chaînon a été exploré en 1958-1959 par une équipe de l'USARP et étudié par des géologues de l'Institut d'études polaires de l'université d'État de l'Ohio de 1960 à 1962, d'où son nom.